# Харис Аліходжич
Харис Аліходжич (босн. Haris Alihodžić, нар. 12 квітня 1968, Сараєво, СФРЮ) — югославський та боснійський футболіст та футбольний функціонер, виступав на позиції захисника. Зараз працює менеджером команди у «Желєзнічарі».

## Клубна кар'єра
Народився в Сараєво. Дорослу футбольну кар'єру розпочав у 1988 році в складі місцевого «Желєзнічара», кольори якого захищав до 1992 року. У 1992 році виїхав до Австрії, де спочатку захищав кольори скромного столичного клубу «Фаворітнер», а в 1993 році перейшов до іменитішого віденського клубу «Рапід». Проте закріпитися в ньому не зумів і в 1994 році вже виступав у турецькому «Антальяспорі». Проте незабаром виїхав до Словенії, де до 1996 року захищав кольори «Мури 05». У 1996 році повернувся до рідного міса й підсилив місцевий «Желєзнічар». Футбольну кар'єру завершив у 2005 році в складі цього ж клубу.

## Кар'єра в збірній
У футболці національної збірної Боснії і Герцеговини провів 2 поєдинки.

## Титули і досягнення
- Володар Кубка Словенії (1):

«Мура»: 1994-95
- Чемпіон Боснії і Герцеговини (3):

«Желєзнічар»: 1997–98, 2000–01, 2001–02
- Володар Кубка Боснії і Герцеговини (3):

«Желєзнічар»: 1999–2000, 2000–01, 2002–03
- Володар Суперкубка Боснії і Герцеговини (3):

«Желєзнічар»: 1998, 2000, 2001